# Thành phố Sioux, Iowa
Sioux City, Iowa là một thành phố thuộc quận Plymouth và Woodbury nằm trong bang Iowa, Hoa Kỳ. Thành phố có tổng diện tích 144,9 km², trong đó diện tích đất là 141,9 km². Theo điều tra dân số Hoa Kỳ năm 2010, thành phố có dân số 82.684 người.
Sioux City là thành phố chính của khu vực thống kê đô thị bốn quận Sioux City, IA-NE-SD, với dân số tổng cộng 143.005 người trong năm 2000 và tăng nhẹ khoảng 144.360 trong năm 2009. Khu vực thống kê kết hợp Thành phố Sioux Vermillion-IA-NE-SD có tổng dân số 156.503 của năm 2000 và đã phát triển với dân số ước tính 157.850 năm 2009.